# Jean-Louis Tulou
Pour les articles homonymes, voir Tulou.
Jean-Louis Tulou (Paris, 12 septembre 1786 - Nantes, 23 juillet 1865) est un flûtiste, compositeur et facteur de flûtes français.

## Biographie
Son père, Louis-Prosper Tulou (1749-1799), était bassoniste à l'Opéra de Paris et professeur au Conservatoire de Paris de 1795 à sa mort. Né en 1786, Jean-Louis Tulou étudie la flûte au Conservatoire de Paris dès l'âge de 10 ans dans la classe de Johann Georg Wunderlich. Lors des concours annuels du Conservatoire, il obtient un second prix en 1799 et un premier prix en 1801. 
Jean-Louis Tulou joue comme « premier » flûtiste à Paris dans le deuxième quart du XIXe siècle. En 1804, il entre à l'orchestre de l'Opéra italien en tant que premier flûte, mais se consacre également à la chasse et à la peinture au cours des années suivantes. En 1813, il succède à son professeur Johann Georg Wunderlich comme flûte solo de l'orchestre de l'Opéra de Paris et finit par surpasser le flûtiste Louis Drouet, qui lui faisait concurrence, dans la faveur du public (Fétis considérait Tulou comme le meilleur flûtiste français vivant). Pour des raisons politiques, il quitte son poste en 1822, mais est rappelé à l'Opéra en 1826.
 

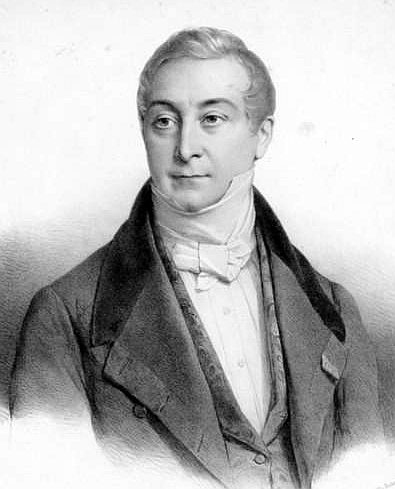
Portrait de Jean-Louis Tulou par Henri Grévedon (1830-1839)

De 1829 à 1856, il est professeur au Conservatoire de Paris où il compte, au nombre de ses élèves, Altès, Demersseman, Jules Herman, Walckiers, Louis-Antoine Brunot (qui deviendra flûte solo à l'Opéra-comique) et Gordon. À partir de 1828, pour des raisons financières, il se met à fabriquer lui-même des flûtes à cinq ou six clés, en collaboration avec Jacques Nonon (1802-1877) jusqu'en 1853. Après cette date, Jacques Nonon s'installe à son compte. Le facteur Gautrot Aîné s'associe avec Tulou pour la fabrication des flûtes et hautbois à partir de 1856 : 

« ....Associé de M. Tulou pour la fabrication et la vente de ses flûtes et hautbois.....60 rue Saint Louis, Marais... »

— Annuaire Bottin (1856)

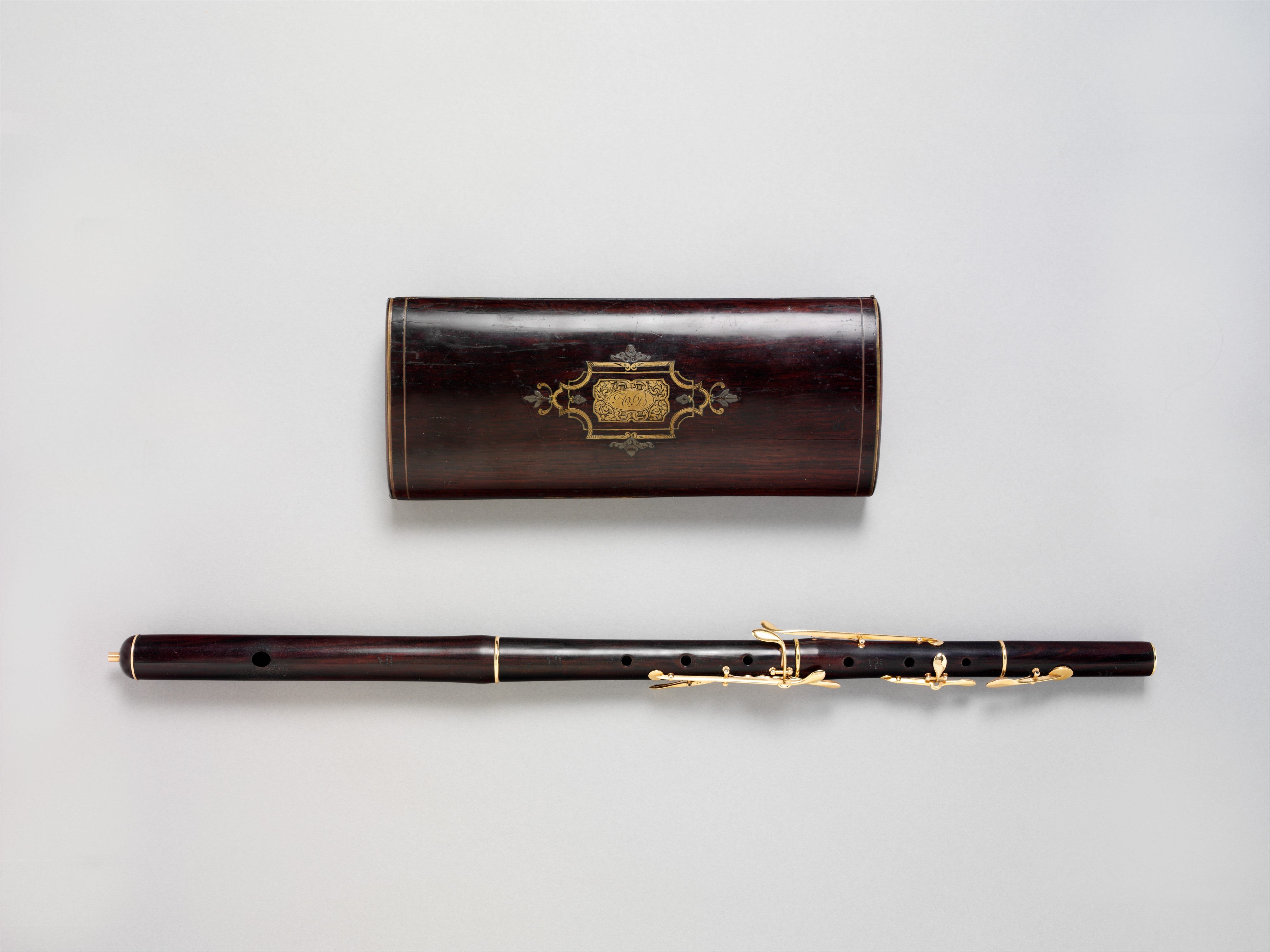
Flûte avec huit clés en or, marquée Tulou, (ca.1852).

Tulou s'opposera à la nouvelle flûte traversière proposée par Theobald Boehm, ce qui empêchera l'entrée de cet instrument au Conservatoire pour lequel il n'est pas convaincu des qualités sonores. Tulou reste attaché à jouer le modèle à perce conique à quatre ou cinq clés. Son successeur au conservatoire en 1860, Victor Coche, acceptera la flûte Boehm. 
Il était surtout réputé pour sa façon de jouer chantante et sensible. Il est l'auteur de musiques pour flûte nécessitant une certaine virtuosité, et complète la Méthode de flûte de Devienne, parue en 1835.
En 1851, bien qu'opposé à l'ajout de clés, il propose une nouvelle « flûte perfectionnée » à 12 clés avec patte d'ut, dite  « système Tulou ». Ce modèle sera utilisé en Europe (Franz Doppler et son frère Karl ... ), et notamment en France jusque dans les années 1920 par de nombreux flûtistes opposés à la flûte Boehm.
Après sa retraite en 1856, il s'installe à Nantes . Il y décède le 23 juillet 1865.

## Liste des œuvres
Jean-louis Tulou a composé plus de 130 œuvres, dont quinze grands solos qui ont été composés pour les concours annuels du conservatoire de Paris. 

### Méthode de flûte
- François Devienne, Méthode complète pour la flûte, nouvelle édition revue et arrangée avec la patte d'ut et de si par Ludovic Leplus et augmentée de 3 fantaisies variées et de 3 duos par Kulhau et Tulou, (Paris : Aulagnier, 1835) incluant des duos de flûte, etc.[3]
- Une version franco-allemande est publiée par Mainz: B. Schott's Söhne, (ca.1852), Op. 100.
- Petite Méthode élémentaire pour la flûte, précédée d'un abrégé des principes de musique..., Op. 108 (Paris : Chabal, 1860)

### Méthode de piccolo
- Metodo Populare

### Flûte et piano
- Air Varié, Op. 22
- Air Écossais - Fantaisie Brillante Op.29 (Paris: Pleyel, 1821). Le thème des variations est tiré de Durandarte & Belerma, une "ballade écossaise pathétique" de François-Hippolyte Barthélémon.
- Fantaisie, Op. 30
- 3 Airs italiens de Rossini arrangés pour flûte et piano, Op. 32
- Air Varié (Grenadier que tu m'affliges), Op. 35
- Fantaisie (Faut l'oublier), Op. 36
- L'Angelus, Fantaisie, Op. 46 (vers 1840), dédicacé à son flûtiste ami J. R. D. Vignères, pour flûte et orchestre ou piano
- Welsh Air and Variations on "All Through The Night" Op. 48
- Air Varié, Op. 62
- Grand Solo No. 1
- Grand Solo No. 2 Op. 70 (1835)
- Air Varié, Op. 73
- Grand Solo No. 3 Op. 74 (Paris: Troupenas, 1839)
- Grand Solo No. 4 Op. 77
- Grand Solo No. 5 Op. 79 (Paris: Troupenas, 1839)
- Grand Solo No. 6 Op. 82
- Grand Solo No. 7 Op. 86
- Grand Solo No. 8
- Grand Solo No. 9 Op. 91 (Paris: Troupenas, 1841)
- Grand Solo No. 10 Op. 92 (Paris: Troupenas, 1844)
- Grand Solo No. 11 Op. 93 (Paris: Troupenas, 1845 ?)
- Grand Solo No. 12 Op. 94 (1846) dédicacé à Alphonse Lecointe. Cette pièce est le morceau de concours du conservatoire de Paris de 1846.
- Grand Solo No. 13 Op. 96 (Mayence: Schott, 1849)
- Grand Solo No. 14 Op. 97
- Grand Solo No. 15 Op. 109 (Paris: Brandus, 1859)
- Fantaisie de salon no 4 sur des thèmes choisis (Tic e tic e toc), Op. 121
- Fantaisie de salon (Souvenirs du Tyrol), Op. 125 (Paris : Prilipp, 1864)
- Fantaisie de Salon (Ma Céline et Chanson arabe), Op. 127 (Paris : Prilipp, 1864)
- Grand Duo Brilliant - La Donna Del Lago, Op. 154

### Flûte d'amour et piano
- Fantaisie sur un thème de Caraffa

### Flûte(s) et guitare
- Six Airs Italiens. Transcriptions par Jean-Louis Tulou et Ferdinando Carulli, Op. 42

### Deux flûtes
- 3 Duos Faciles, Op. 1
- 3 Duos Concertante, Op. 2
- 3 Sonates pour deux flûtes, Op. 8
- 3 Duos Faciles, Op. 11
- 3 Duos Difficiles, Op. 12 (vers 1810)
- 3 Duos, Op. 14 (D, e, A)
- 3 Duos Difficiles, Op. 15
- 3 Duos, Op. 18
- 3 Grand Duos Concertante, Op. 19 (G, Eb, g)
- 3 Grand Duos, Op. 31
- 3 Duos, Op. 33 (G, D, A)
- 3 Duos Concertante Op. 34 (C, D, G)
- 3 Grands duos favoris, Op. 72 (Leipzig: Breitkopf und Härtel, 1837) (en ré, do, ré)
- Thème Varié, Op. 89
- 3 Duos Faciles, Op. 102
- 3 Duos Faciles, Op. 103
- 3 Duos, Op. 104

### Trois flûtes
- Grand Trio, Op. 24 en mi♭ Majeur
- Trio, Op. 26
- Souvenir anglais (Recollections of Ireland), Op. 50
- Souvenir Anglais, Op. 51
- Trio - "Les trios amis", Op. 65 en fa Majeur
- Trio, Op. 83 in la Majeur

### Concertos pour flûte
- Concerto no 1, dédicacé à Messieurs Langloix
- Concerto no 2
- Concerto no 3 Op. 10 en ré Majeur
- Concerto no 4
- Concerto no 5 Op. 37
- Air varié brillant Op. 98 (1851), dédicacé à 	Mr. Gabriel, pour flûte solo et orchestre (2 hautbois, 2 bassons, 2 cors et cordes)

### Musique de chambre
- Symphonie Concertante pour Flûte, Hautbois, Cor & Basson, Op. 21 (1819), dédicacé à Louis François Dauprat
- Six Duos concertants pour basson, dédié à Frédéric  Blasius, Paris Porthaux, lire en ligne sur Gallica

## Anecdote

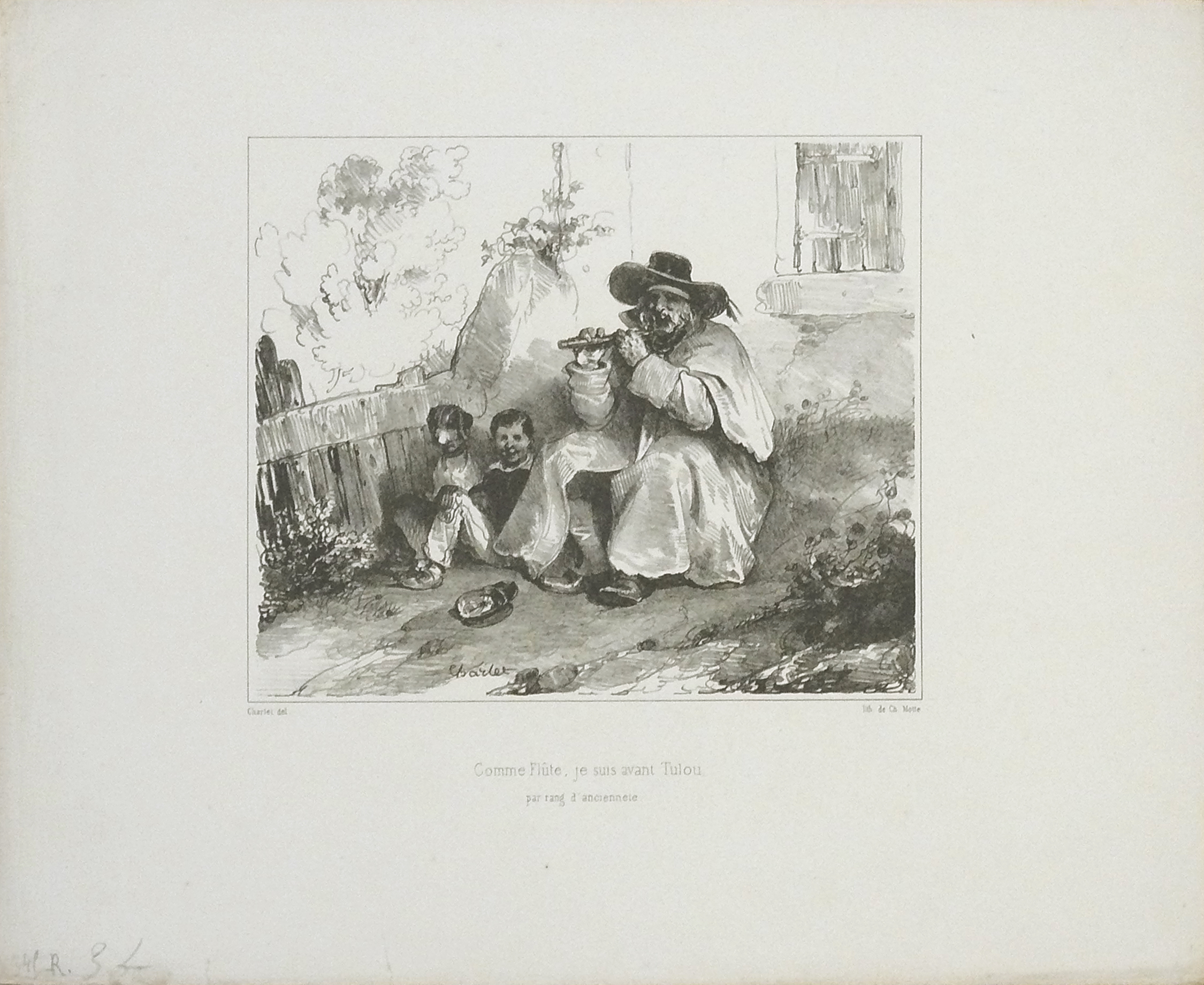
« Comme flûte, je suis avant Tulou, par rang d'ancienneté », par N.-T. Charlet (vers 1836).